# Pyura crassacapitata
Pyura crassacapitata är en sjöpungsart som beskrevs av Kott 1985. Pyura crassacapitata ingår i släktet Pyura och familjen lädermantlade sjöpungar. Inga underarter finns listade i Catalogue of Life.